# Walter PN
Walter PN (zkratka z ing. Josef Plocek – Nákladní) byla řada nákladních automobilů vyráběných firmou Walter od roku 1924 v několika sériích a různých provedeních.

## Vznik  a vývoj
K výrobě osobních automobilů Walter se záhy připojuje i výroba nákladních automobilů, autobusů a speciálních užitkových vozů. Užitkové a nákladní automobily a také autobusy firma Walter a spol. vyráběla po celé meziválečném období. Po několika verzích skříňových dodávek a valníků vycházejících z řady Walter WZ a Walter P (1919-1928) byla zahájena v roce 1924 výroba skutečného nákladního automobilu Walter PN. Automobil se vyráběl v několika sériích a postupně byl měněn motor i podvozek. Prodej nákladních automobilů, autobusů a speciálních užitkových vozů Walter PN byl velice úspěšný. Několik tisíc exemplářů tohoto typu bylo v provozu v tuzemsku i za hranicemi k nejvyšší spokojenosti klientely. Při posuzování modelů Walter typu PN nutno hlavně vzít do úvahu jeho vysokou výkonnost, zvláště nízký rám podvozku a hlavně pak neobyčejně vysokou rentabilitu v provozu. Jednalo se o nejdéle vyráběný a nejprodávanější užitkový automobil v jinonické továrně.

## Motory
- Walter PN I.-III. série

Byl vyráběn v letech 1924-1926. Čtyřválcový motor Walter PN (8/26 HP) s rozvodem OHV o objemu 2120 cm³ (75 x 120 mm) a výkonu 19 kW/26 k při 2000 ot/min pocházel z osobního automobilu Walter WIZI (1923). Motor WIZI byl zážehový, kapalinou chlazený řadový čtyřválec (R4), dva ventily/válec, karburátor, bez přeplňování. Neobvyklé bylo řešení motoru s nekrytými rozvodovými tyčkami vedenými vně bloku a vahadla procházela k ventilům výřezy ve víku hlavy. Řízení ventilů se dělo od vačkového hřídele umístěného dole v motoru, který byl poháněn párem čelních šroubových kol od klikového hřídele. Od vaček se přenášel pohyb zvedacími tyčkami na vahadélka, která seděla letmo po dvou na dutých čepech.
- Walter PN IV-VI. série

V letech 1926-1929 byl pro zástavbu do podvozku Walter PN (9/36 HP) používán motor s rozvodem OHV o objemu 2368 cm³ (80 x 117,8 mm) a výkonu 26,5 kW/36 k při 2400 ot/min. Tento motor byl použit i v osobním automobilu Walter P IV (1927). Rozvod OHV obstarával vačkový hřídel vzpěrnými, zakrytými tyčinkami a vahadélky na válečkových ložiscích. Snímatelná hlava válců a písty byly z lehké slitiny. Kovaný klikový hřídel byl uložen ve 3 hlavních ložiskách klikové skříně z lehké slitiny. Blok válců litinový. Veškerá použitá ocel je prvotřídním výrobkem Poldiny huti, všechny odlitky z hliníku či litiny vyrábí Walter ve vlastní slévárně. Z motoru, který byl ukryt pod přední kapotou, se pohon přenášel kardanovým hřídelem přes čtyřstupňovou převodovku na rozvodovku se soukolím.
Zapalování dynamobateriové elektromagnetické Bosch FF 4 s elektrickým startérem. Vůz měl bateriové zapalování Bosch pracující s napětím 12 V, včetně reflektorů s dvouvláknovými žárovkami (dálkové a městské osvětlení), zadní signální svítilny a houkačky. Mazání tlakové, cirkulační s olejovým šnekovým čerpadlem s integrovaným plnoprůtokovým olejovým filtrem. Rozvod k mazacím místům byl kanálky v bloku. Motor měl termosifonové kapalinové chlazení podporované ventilátorem. Palivo bylo z nádrže dopravováno ke karburátoru Zenith TD HAK 30 „vakuovým nasávačem“. Lamelová spojka původní konstrukce s lamelami ze šedé litiny. Převodovka měla 4 rychlosti vpřed, jednu vzad, čtvrtá v přímém záběru. Rychlostní páka byla uvnitř karoserie na pravé straně řidiče. Pravostranné řízení. Brzdy: normální ruční i nožní působí samostatným na sobě nezávislým ústrojím na zadní kola přímo. Nožní brzda Perrot působila na všechna 4 kola. Benzinová nádržka byla umístěna pod sedadlem řidiče a pojala 60, později 65 litrů paliva.
Typ 9/36 HP byl pro nosnost 2 tuny. Snímatelná kola na tuhých nápravách měl lisovaná z ocelového plechu a byla obuta pneumatikami SS (Straight Side) 30x5", zadní kola dvojitá. Zadní náprava (osa) byla bezhlučného chodu a měla konické soukolí se spirálovým ozubením Gleason a diferenciál. Jemné pérování bylo zajištěno díky rovným, půleliptickým pérům, vpředu i vzadu. Ke standardnímu vybavení dále patřily: tachometr s měřičem kilometrů, nářadí a náhradní díly.

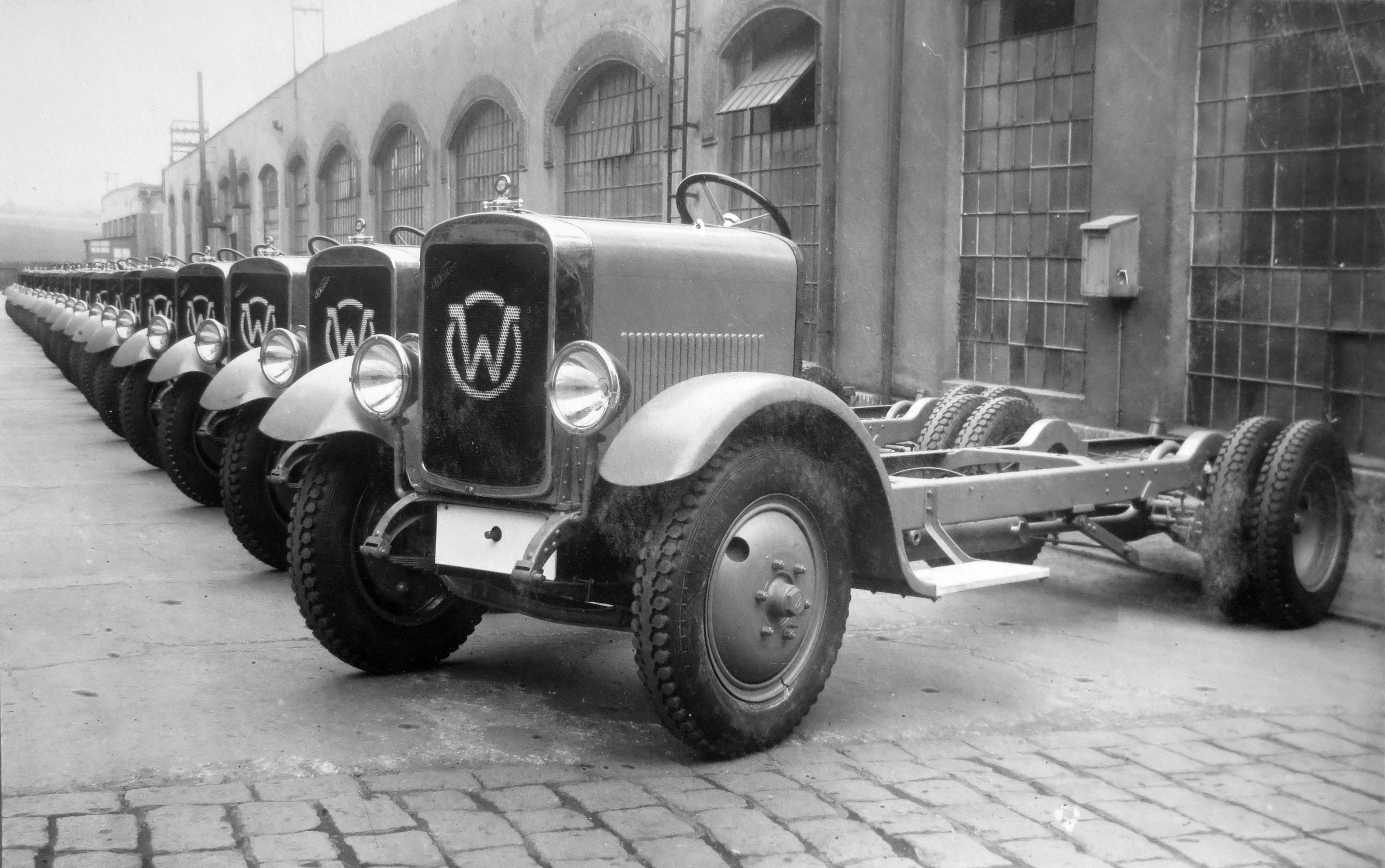
Walter PN (1932), 27 podvozků je připraveno v areálu továrny k expedici pro Ministerstvo železnic

Technická data: Rozvor 3600 mm, rozchod kol 1350 (do roku 1927)-1450 mm (od roku 1928), hmotnost samotného podvozku cca 1250 kg, spotřeba benzinu na 100 km 13—15 kg, spotřeba oleje na 100 km 0,7 kg, výška rámu zatíženého vozu od jízdní dráhy 540 mm, karosovaná délka cca 4200 mm, délka vozu cca 5200 mm, šířka vozu cca 1700 mm, užitečné zatížení 2000 kg, ložná plocha 5,2 m2. Maximální rychlost 50 km/h. 
- Walter PN VII.-XVI. série

V letech 1929-1938 pro VII.-XVI. sérii Walter PN (10/40 HP) byl používán motor s rozvodem SV, který při objemu válců 2837 cm³ (85x125 mm) měl výkon 29,8 kW/40 k při 2200 ot/min. Tento motor neměl žádného předchůdce, který by pocházel z některého z osobních automobilů Walter. Měl nízkorámový podvozek, účinné mechanické brzdy a kabinu pro 3 osoby. Tento model měl zvýšenou nosnost na 2500 kg. Měl postranice a zadní stěnu sklopné. Ložná plocha 2950x1750 mm tj. 5,2 m2.
Zážehový, kapalinou chlazený řadový čtyřválec (R4), dva ventily/válec, karburátor Zenith UH 36, bez přeplňování. V zapalováni došlo u těchto sérií ke změně, elektromagnetické zapalování Bosch bylo nahrazeno švýcarským systémem Scintilla MS 4S 12V (velké dynamo poháněné přímo motorem, vypínací skříňky 2 akumulátorů, 2 přední reflektory 200x2 a zadní osvětlení značky). Elektrický startér Scintilla působil na ozubený věnec setrvačníku. Klakson byl elektrický, navíc byla k dispozici i ruční houkačka s balonkem. Mazání cirkulační olejovou pumpou, chlazení termosyfonové podporované ventilátorem.a. Automatické čerpadlo benzínu dopravovalo samostatně benzín z nádržky do karburátoru Vůz byl vybaven tachometrem a počítačem kilometrů. Ve výbavě bylo kompletní rezervní kolo s pneumatikou a úplná souprava nářadí včetně rezervních dílů.
Suchá jednodisková spojka vlastní konstrukce. Převodka beze změny: 4 rychlosti vpřed, jedna vzad, čtvrtá rychlost v přímém záběru. Rychlostní páka uprostřed vozu po levé straně řidičově. Šnekové řízení standardně na pravé straně. Brzdy: normálně ruční i nožní působí samostatným na sobě nezávislým ústrojím na zadní kola přímo. Později nožní servobrzda Dewandre působí na všechna kola a ruční jen na zadní, střední kola hnané nápravy. Obě nápravy byly tuhé.
U zadní nosné osy byla střední kola hnaná konickým soukolím se spirálovým ozubením Gleason a diferenciálem. Přední i zadní půleliptická, rovná, podélná péra zajišťovala jemné pérování. Péra střední a zadní osy jsou zavěšena na vahadlo tak, aby bylo zajištěno stejnoměrné zatížení zadních os. Snímatelná plná kola z oceli obutá pneumatikami SS (Straight Side) 30x5" vpředu jednoduchá, vzadu dvojitá. Benzinová nádržka byla zvětšena na 80 litrů. S větším objemem a výkonem motoru došlo ke zvýšení spotřeby paliva na 15–17 kg/100 km a oleje na 0,7 kg. Vůz dosahoval rychlosti 50 km/h.
Po II. světové válce se typ Walter PN ještě jednou vrátil do výroby (1945-1946). Byly vyrobeny a smontovány 2 poslední série nákladních vozidel Walter PN (XV. a XVI. série). Současně byly vyráběny i benzínové motory pro nákladní Pragu RN pro válkou zdecimovanou vysočanskou továrnu.

## Podvozek
Továrna Walter v podstatě u všech svých automobilů, ať se jednalo o osobní vozy či o užitková vozidla, vždy nabízela k prodeji i samotné podvozky pro další úpravy speciálními karosářskými firmami. Jedna taková dodávka podvozků se vymykala obvyklým, "jednokusovým" prodejům.
Podle výsledků veřejné soutěže na dodávku silničních motorových vozidel na rok 1932 Ministerstva železnic (č.j. 45.539/31) obdržely objednávku na dodávku autobusů, nákladních automobilů, podvozků a karoserií k autobusům firmy: Závody Tatra Praha - Smíchov, Českomoravská-Kolben-Daněk v Praze, Akciová společnost pro automobilový průmysl v Praze (ASAP Škoda), A.Fross-Büssing Praha a Walter a spol. Praha - Jinonice. Objednávka pro továrnu Walter byla na 27 podvozků k autobusům typu Walter PN. Zakázka byla připravena k expedici 16. dubna 1932. Fotografii 27 podvozků Walter PN „narovnaných“ v areálu továrny přinesl tovární magazín, červencový Bulletin Walter.

## Varianty nástaveb

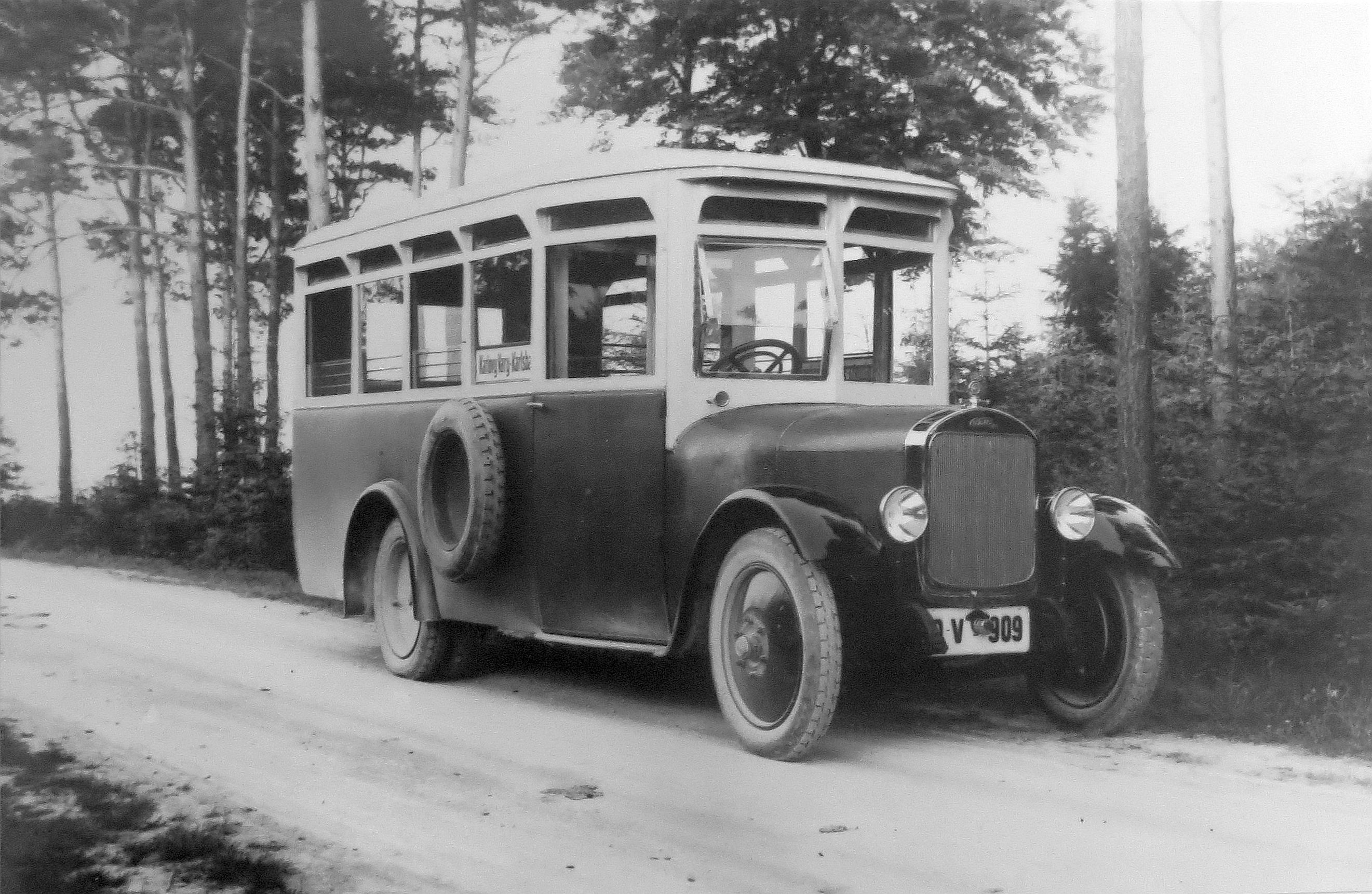
Walter PN (1927) autobus

Nejběžnější byl valník, dále byly ve výrobě skříňová dodávka se zadními dvoukřídlovými dveřmi, sanitky, pohřební vozy, hasičské stříkačky a kropicí vozy. Nákladní vozy byly velmi oblíbeny pro svoji moderní a praktickou konstrukci nízkého rámu, na svou dobu velikou rychlost a byl těmito vlastnostmi jediným svého druhu v celé Evropě. Většinou byly užitkové vozy (zvláště autobusy a autokary) opatřovány karoseriemi externími firmami, např. Sodomka z Vysokého Mýta, Patera z Vrchlabí, Brožík z Plzně, Vladimír Hendrych z Dobrušky, karosárna bratří Lepilů z Rousínova, Vagónka ve Studénce atd.
- Valníky a skříňové automobily

Valník Walter PN byla nejrozšířenější modifikace tohoto typu. Měl krytou kabinu řidiče pro 3 osoby. Nástavba byla standardní ve formě otevřené vany s otevíratelnými bočnicemi. Ložná plocha měla rovnou podlahu. Bočnice, která je ve směru jízdy vpředu je pevná, ostatní byly sklopné nebo odnímatelné. Valníková nástavba patří k těm základním, nejjednodušším. Využívala se především při přepravě odolného nebo dobře zabaleného zboží. Vozidla měla často úpravu pro zakrytí ložné plochy plachtou. Plachta bývá natažena na demontovatelné konstrukci, aby mohlo být stejné vozidlo používáno jak s plachtou tak bez ní. V armádě byly zaplachtované valníky používány pro přepravu mužstva a materiálu. V roce 1934 byl valník PN nabízen za 54 000 Kč, v roce 1935 se – po výrazném snížení cen – valník Walter PN prodával za 49 000 Kč.

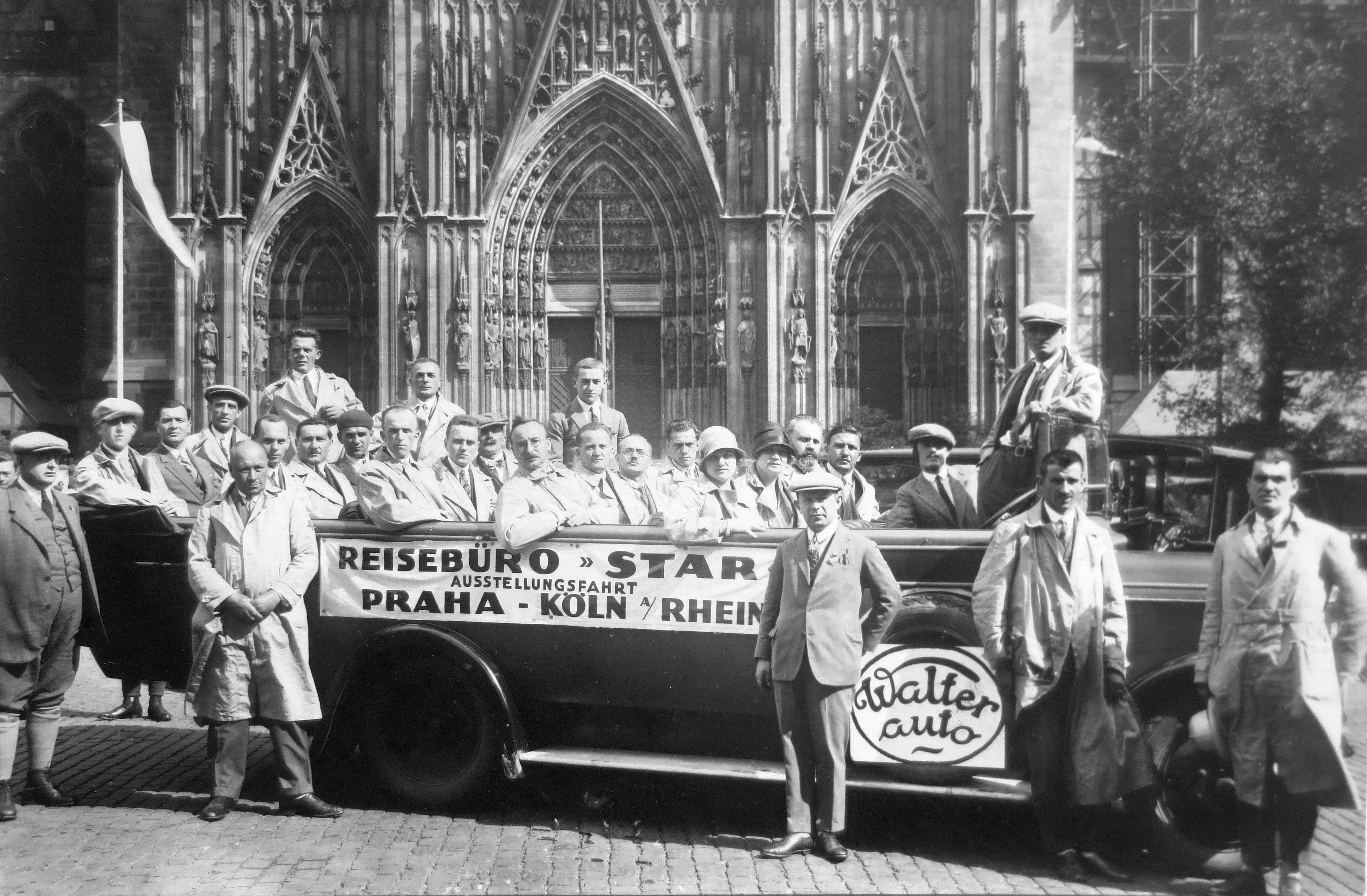
Walter PN (1928), vyhlídkový autokar provozovaný CK Star

Skříňové nástavby došly většího rozšíření počátkem 30. let 20. století. Tuto variantu si oblíbily speditérské a stěhovací společnosti, například liberecká společnost Zasilatelství Bergmann & Roušavý. Tato firma byla jedním ze 199 členů kartelu Svaz čs. zasilatelů. Tato společnost si pořídila několik vozů Walter PN. Na podzim 1938 během tzv. mnichovské krize narychlo přemístila z Liberce do Poděbrad a v dramatické situaci stěhovala liberecké Čechy na území tzv. druhé republiky.
- Autobus

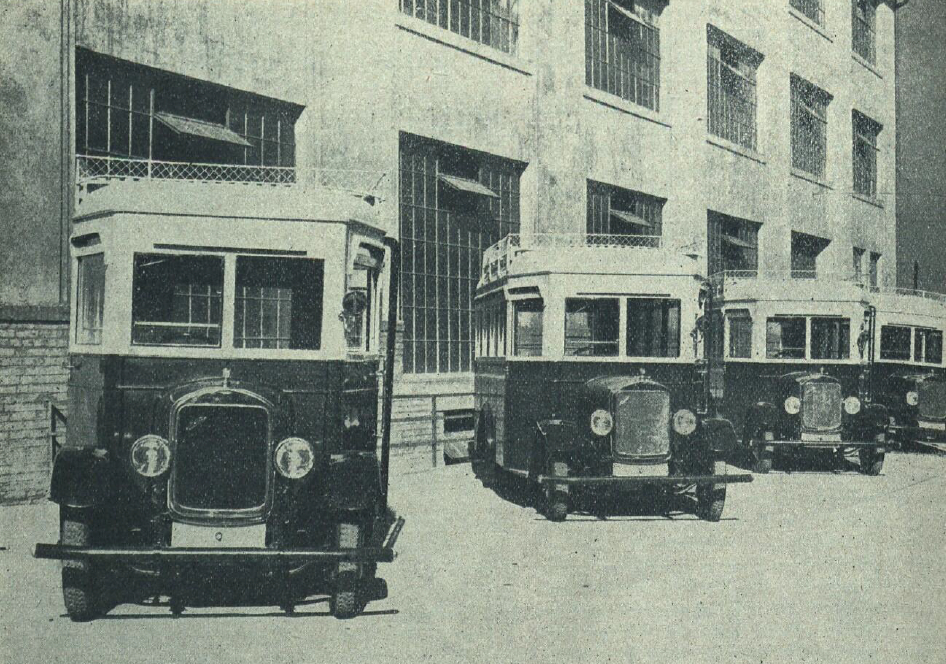
Walter PN (1929) autobus pro MDP Ústí n.L

Velmi úspěšný byl i autobus Walter PN. Na autosalonu v Praze v roce 1927 byly vystaveny dva, elegantní nízký omnibus pro rychlou dopravu, potahovaný po způsobu karoserií Weymann (jednotlivé díly dřevěné kostry se spojovaly nikoli tradičním čepováním a klížením, ale ocelovým kováním, které dávalo těmto dílům určitou vůli a zabraňovalo tak rezonanci dřevěných nebo kovových karoserií, takže karoserie časem nevrzala) a omnibus karosovaný firmou Brožík v Plzni. Uspěl i autobus, který od roku 1926 byl provozován naprosto spolehlivě pro soukromou rychlodopravu Josefa Knechtela z Děčína na trati Praha – Litoměřice – Podmokly – Drážďany – Berlín a zpět. V tomto dálkovém provedení měl kapacitu 22 osob (autokar). Byl vyráběn a provozován i jako otevřený, vyhlídkový autokar Walter PN se sedadly ve směru jízdy pro 16-24 osob, s příčnými sedadly pro 22 osob. Mimo nepočetných továrních provedení se tento typ autobusu především stavěl se speciálními karoseriemi od renomovaných firem.

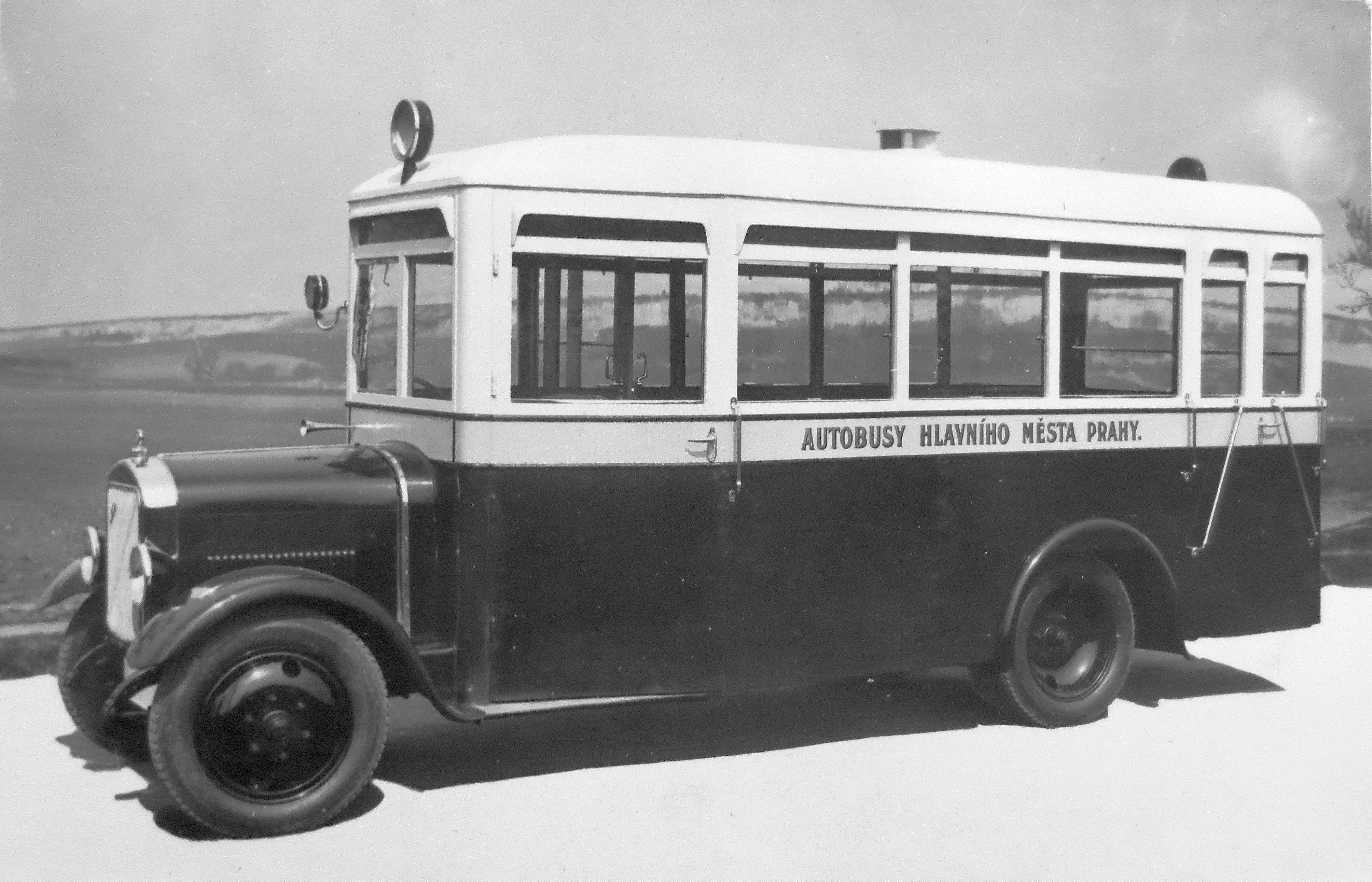
Walter PN (1929) linkový autobus hl. města Prahy

Vyráběl se i s podélnými, dřevěnými lavicemi (po stranách a vzadu) pro 16 sedících a 8 stojících osob. Do interiéru se dalo přistoupit jednak předními jednodílnými a jednak zadními dvoukřídlými dveřmi. V tomto provedení jezdil na trase Příbram – Kamýk – Krásná Hora, Náchod – Nový Hrádek n.M., Úpice – Trutnov atd. a dále jej využívaly městské dopravní podniky v Teplicích, v Ústí nad Labem, v Praze (linka E od smíchovského Anděla k Waltrově továrně do Jinonic a později až do Butovic, z Malvazinek na Pelc-Tyrolku), v Hradci Králové, v Kolíně (Chladova autodoprava), v Úpici (Josef Dejdar), ze Vsetína do Vizovic (Jaroslav Vaněk) a i jinde. V otevřeném provedení (bez střechy) se používal pro vyhlídkové jízdy. Za zvláštní příplatek se montovala sedadla v příčném provedení, druhé rezervní kolo s pneumatikou, topení, přední brzdy atd.
Autobus Walter PN z roku 1928 měl dvou- a později třítunový, dvouosý podvozek. Měl nový motor (10/40 HP) s rozvodem SV, který při objemu válců 2837 cm³ (85×125 mm) měl výkon 29,8 kW/40 k při 2200 ot/min. Tento motor byl použit v nákladních automobilech Walter PN až od roku 1929. Technická data: Rozvor 3200 mm (standard) a 3600 (prodloužená verze), rozchod kol vzadu 1450 mm, výška rámu zatíženého vozu od země 540 mm, délka vozu 5200 mm (standard) a až 5930 mm (prodloužená verze), šířka vozu 1700 mm (standard) a 1900 mm (prodloužená verze), užitečné zatížení 3000 kg. Maximální rychlost 55 km/h. Ceny v roce 1930: samotný podvozek 73 000 Kč, autobus 124 000 Kč – v roce 1931: podvozek 73 000 Kč a autobus 106 000 Kč (standard) a 110-115 000 Kč (de Luxe). Velmi zdařilým modelem byl vyhlídkový autokar PN se stahovací střechou vyrobený v roce 1928 a provozovaný cestovní kanceláří Star. Ta s ním mj. podnikla i zájezd pražských typografů na výstavu Pressa, která se v srpnu konala v Kolíně nad Rýnem.

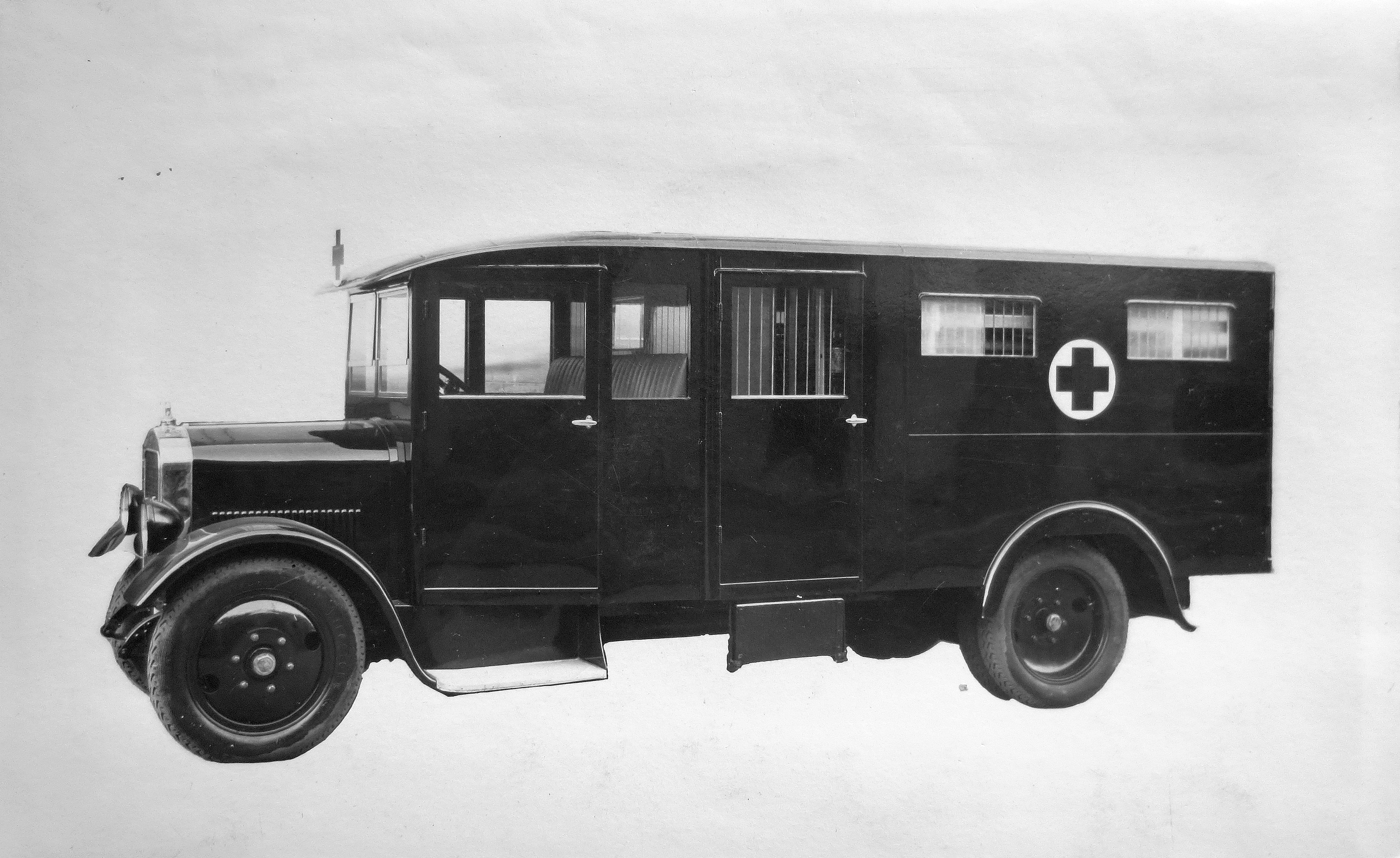
Walter PN (1927) sanitka

V provedení od karosárny Brožík si 2 autobusy PN zakoupil v roce 1929 Dopravní podnik hl. města Prahy. Vůz měl celkovou délku 5930 mm a výšku 2560 mm, prodloužený rozvor náprav na 3600 mm, rozchod kol vpředu i vzadu 1450 mm a byl osazen pneumatikami rozměru 6,00-20". Motor (VII. série) o objemu 2837 cm³ (85×125 mm) měl výkon 29,8 kW/40 k při 2200 ot/min. Měl zapalovací systém Bosch, termosifonové chlazení podporované ventilátorem a čtyřstupňovou převodovku. Karoserie byla celodřevěná s ocelovými výztuhami. Podlaha byla přibližně 60 cm nad zemí, počet míst k sezení 15 na podélných dřevěných lavicích a k stání 10 míst. Přední dveře byly jednodílné, zadní dvoukřídlové. Tyto autobusy byly provozovány v Praze v letech 1929-1932. Druhý typ PN od karosárny Brožík byl v provedení "autokar Praha". To byl vyhlídkový autobus s napínací plátěnou střechou a příčnými čalouněnými sedadly pro 21 osob. Tento stroj byl provozován v letech 1929-1937. Vagonka Studénka okarosovala poštovní autobusy, které se osvědčily „za nejhorších provozních podmínek“ ve službách ministerstva pošt (Československá pošta). V celkové kontextu se v první polovině 30. let jednalo o nejrozšířenější typ malých autobusů ve veřejné dopravě.
- Sanitní vozy

Sanitní Walter PN (9/36 HP) vystavovaný na autosalonu v roce 1928 se vyznačoval vytápěnou, prostornou karoserií, která měla tři samostatné "oddělení". Od ostatních prostorů oddělenou kabinu pro řidiče, samostatnou "ambulantní" část se 4 lůžky pro těžce raněné (nebo lavicemi pro 8–10 lehce raněných) a se samostatnou kabinou pro ošetřujícího lékaře (uprostřed mezi vlastní ambulancí a kabinou pro řidiče), která byla přístupna jak z ambulance, tak přímo samostatnými postranními dveřmi. Sanitka byla vybavena nejmodernějšími lékařskými přístroji (dýchací přístroj, přístroj na vyplachování žaludku, sterilizátor, elektrický ohřívač vody, umývadlo atp.) a bohatě zařízenou lékárničkou s léky a zdravotnickým materiálem. Ambulance byla kromě toho opatřena elektrickým stropním osvětlením. Elektrické světlo bylo upraveno tak, aby neobtěžovalo nemocné a aby byla možná práce lékaře i večer a v noci. Vybavení dovolovalo běžné ošetření úrazů, podporu dýchání, výplach žaludku nebo obvázání zlomenin. Dala se velmi snadno čistit a dezinfikovat. V popisu byla zdůrazněna vhodnost pro provoz záchranných stanic, Červeného kříže, Armády spásy, armády atd. Sanitka pro čtyři těžce nebo osm lehce zraněných přišla na pětapadesát tisíc.
- Pohřební vozy

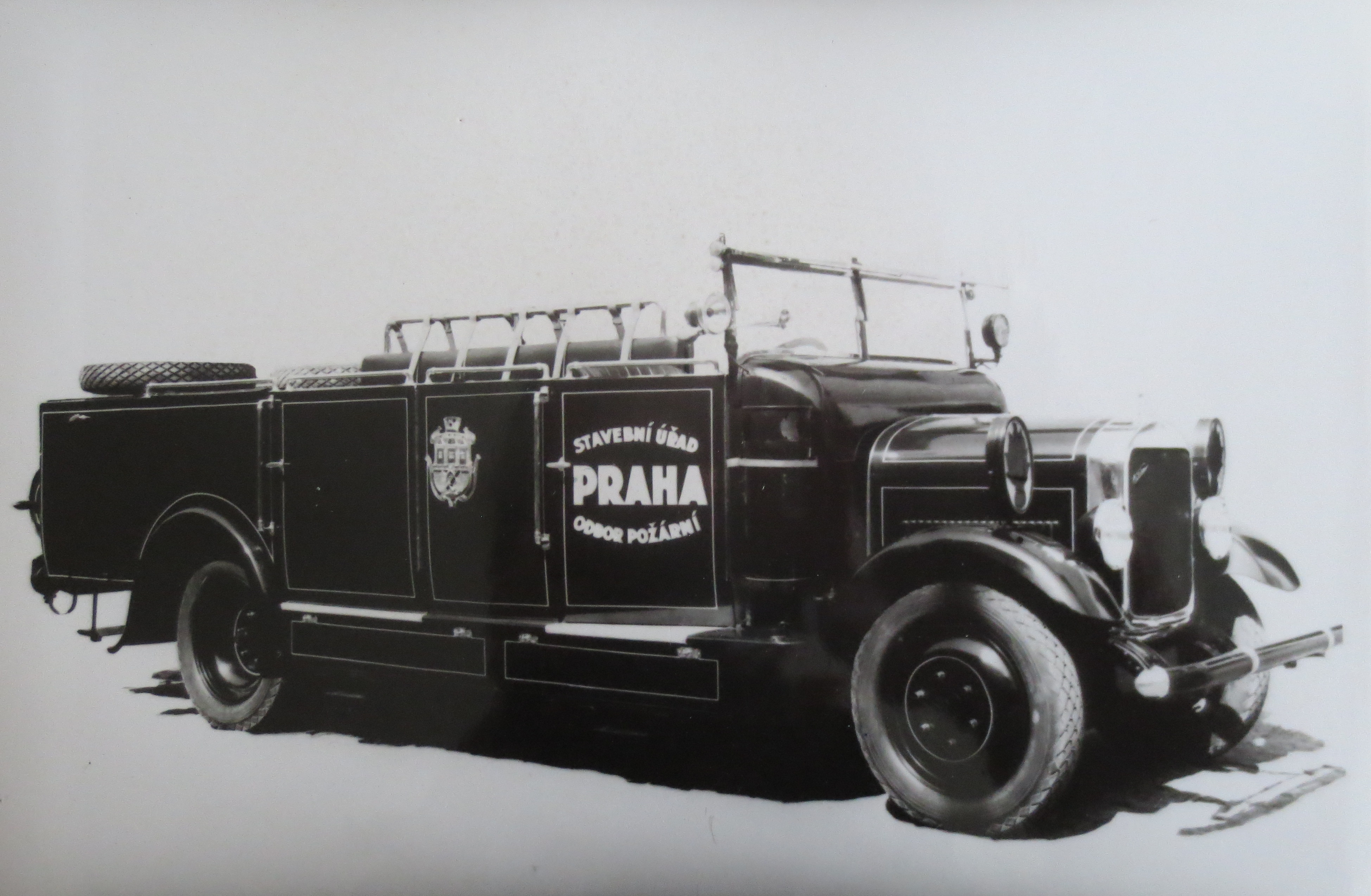
Walter PN (1929) hasičský

Naopak pohřební Walter PN byl určen pro dopravu 1–2 rakví s prosklenou zadní částí vozu, popř. s dřevěnými, stahovacími roletami.
- Hasičské vozy

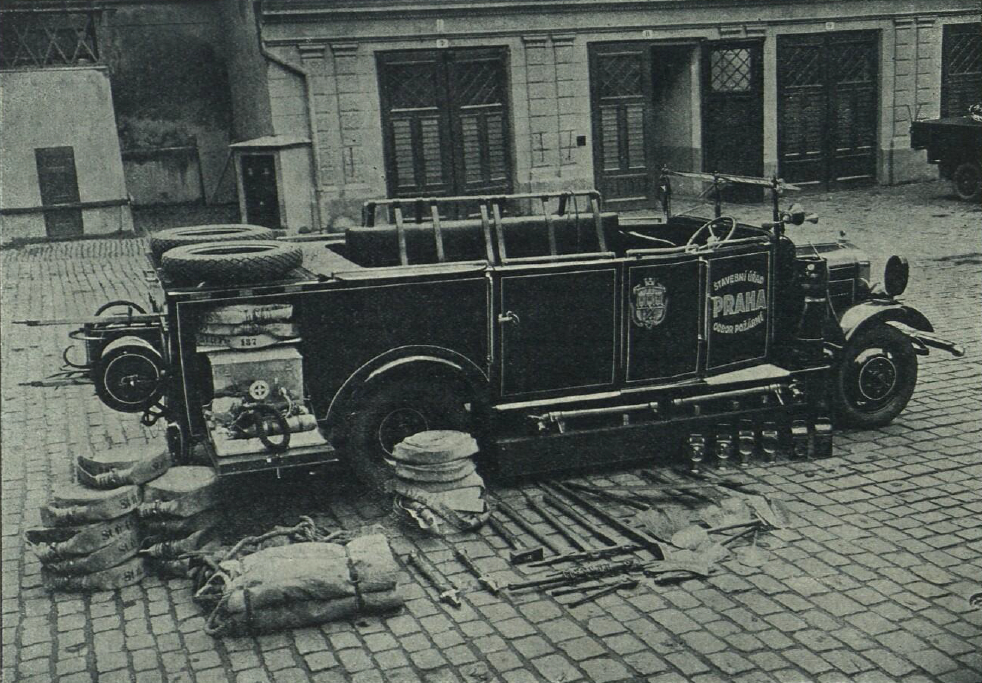
Walter PN (1929) hasičský

V roce 1929 byl dodán speciální hasičský Walter PN požárnímu sboru hlavního města Prahy. Nízkorámový podvozek zmíněného vozidla typu PN měl rozvor 3600 mm, rozchod kol 1450 mm, výšku rámu při zatížení od země 540 mm, celkovou délku karoserie 4200 mm, šířku vozu 1700 mm a konstruován byl na zatížení 2500 kg včetně hmotnosti karoserie. Automobil byl vybaven speciálním náhonem pro pohon hasičských stříkaček. Vozidlo však nesloužilo pouze pro dopravu mužstva na místo nehody, požáru atp., nýbrž i pro dopravu potřebného nářadí a to kupř.: hadic, motyk, sekyr, háků, žebříků, lopat, páčidel, svítilen, záchranných plachet apod. Maximální rychlost vozidla byla až 70 km v hodině. 

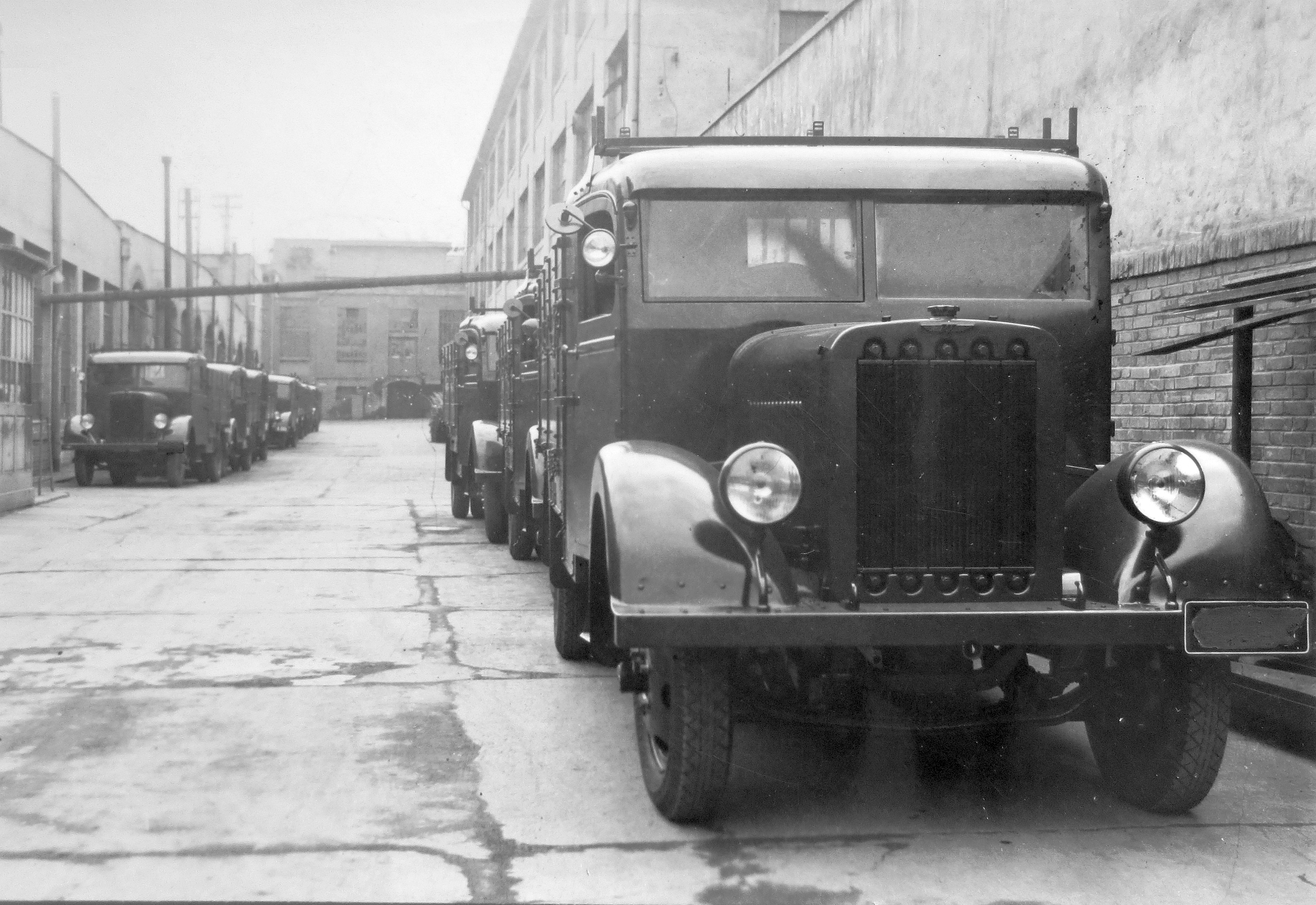
Walter PN (1937) XIII. série

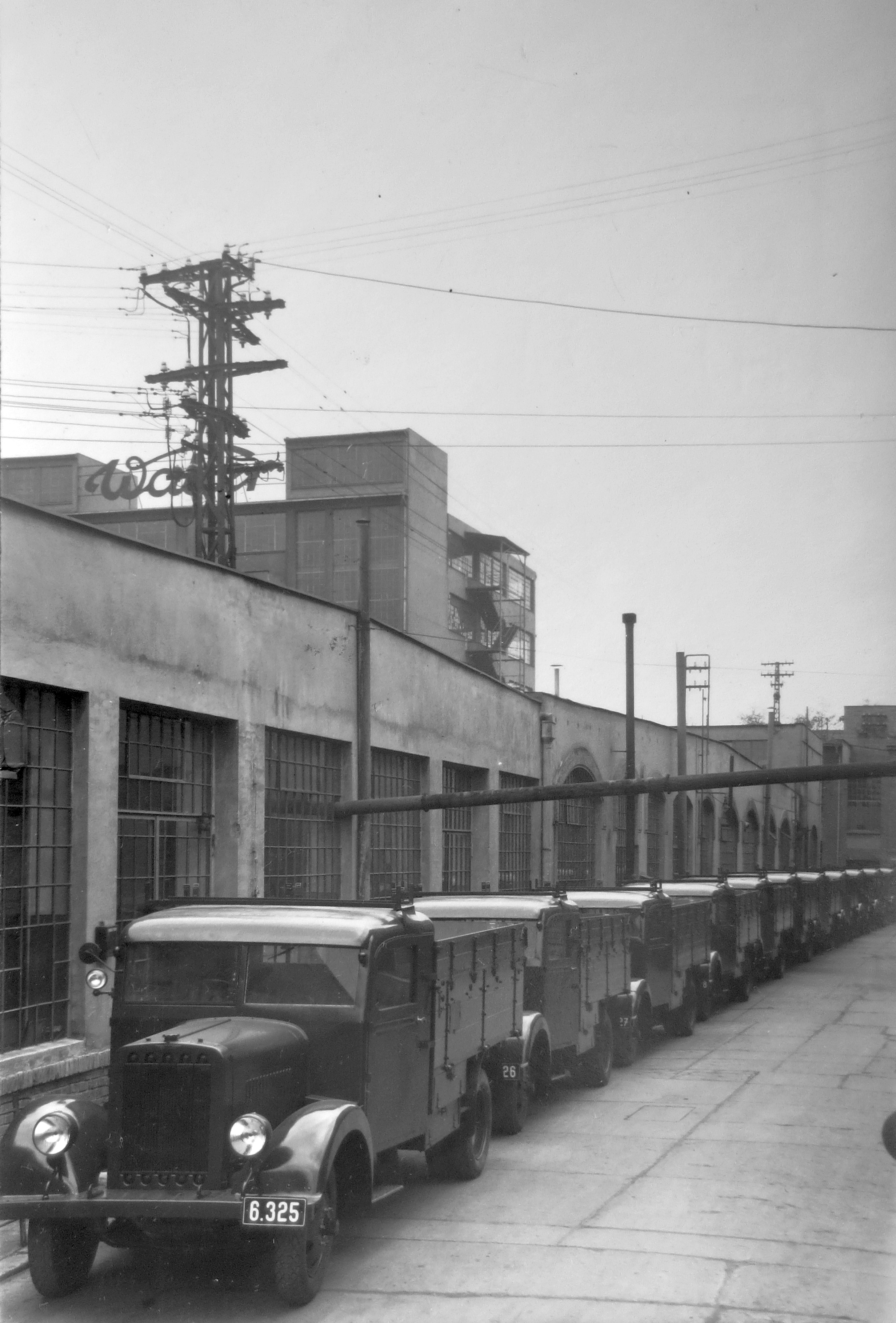
Walter PN (1938) XIV. série s velkou betonovou budovou v pozadí

Stříkačkové vybavení montovala firma Hrček a Neugebauer z Brna-Královo Pole. Hasičský Walter PN byl schopen zároveň přepravit posádku 10 osob po stranách vozidla. Náčiní bylo umístěno ve skříni. Karoserie měla naviják dvoukolý, 2 pletené koše na mokré hadice, červené signalizační světlo, rezervní nádrž na 25 litrů benzínu a jiné. Čerpadlo bylo zamontováno vpředu automobilu a mělo čerpací výkonnosti 1200 litrů/minutu, při volném výtoku bylo opatřeno dvěma výtokovými kohouty, předhřívacím pláštěm proti zamrznutí a dodaným dvojákem na rozdělení proudnic.
- Kropicí vozy

Kropicí Walter PN byl kombinován se stříkačkou. Cisternová nástavba byla vyhotovena firmou Hrček a Neugebauer. Nádrž měla kapacitu 2200 litrů.
- Pojízdná zkušebna plynových masek

V letech 1936 až 1937 vznikla na podvozku Walter PN speciální karoserie na předvádění a zkoušení plynových masek pro akciovou společnost Fatra Napajedla. Ne příliš vhodně zvolený propagační název „Pojízdná plynová komora“ byl v období po roce 1948 mylně interpretován tak, že během druhé světové války vyráběla firma Sodomka pro Třetí říši pojízdné plynové komory s využitím pro tzv. konečné řešení židovské otázky. V roce 1996 vydalo nakladatelství Atlantis knihu Stvořitelé světa pokračují, v níž její autor Zdeněk Urbánek obviňuje firmu Sodomka z výroby speciálně upravených nákladních automobilů, kde výfuk nevedl ven, ale do uzavřeného nákladního prostoru s určením pro vraždění Židů. Ve Vysokém Mýtě se žádná vozidla pro tzv. konečné řešení židovské otázky nevyráběla. V souvislosti se začleněním karosárny Sodomka do válečné výroby v průběhu 40. let byly produkovány především sanitní vozy, dílenské automobily, autobusy, přívěsné a vlečné vozy.
- Vojenské vozy

V letech 1937–1938 byly uskutečněny 2 velké dodávky nákladních vozů Walter PN 2,5 t (XIII. a XIV. série) pro československou armádu. Vozy byly vybaveny i zařízením pro tažení přívěsných vozíků. U motoru tohoto modelu byl zvýšen výkon na 33,6 kW/45 k. Snímky z expedice těchto vozidel a z přejímky armádními orgány přinesl v říjnu 1938 tovární magazín, Bulletin Walter. Po 15. březnu 1939 většina těchto automobilů padla do moci Wehrmachtu a některé se dostaly při tažení až do Ruska. I tam však mnohé padly do zajetí a dál je využívala Rudá armáda. V květnu 1945 jeden z těchto vozů přijel do Waltrovky na „servis“.